# Nataša Zorić
Nataša Zorić (18. studenoga 1989., Osijek) srbijanska je tenisačica. Igrala je jedno WTA finale u parovima sa Sesil Karantantchevom gdje su izgubile od Čehinja Andree Hláváckove i Lucie Hradecke. Najbolji ranking u pojedinačnoj igri joj je 403. mjesto, a u igri parova 219. mjesto. Živi u Paliću i trenira na zemljanim terenima.